# Ravnaja
Ravnaja (cyr. Равнаја) – wieś w Serbii, w okręgu maczwańskim, w gminie Krupanj. W 2011 roku liczyła 235 mieszkańców.